# 紅梅組
株式会社紅梅組（こうばいぐみ）は神奈川県横浜市の建設会社である。

## 概要
- 本社所在地：〒220－0022 横浜市西区花咲町7丁目150番地 ウエインズ＆イッセイ横浜ビル6階[1]
- 法人番号:6020001014751

### 登録許可[1]
- 特定建設業 国土交通大臣許可(特-26)第3710号
- 宅地建物取引業 神奈川県知事(11)第11535号
- 一級建築士事務所 神奈川県知事　第1365号

### 主な取引銀行
- 横浜銀行
- 神奈川銀行
- 横浜信用金庫
- 湘南信用金庫
- みずほ銀行
- りそな銀行

## 主な施工実績
- 横浜いずみ学園
- 三吉演芸場
- 神奈川県総合医療会館
- 朝日生命藤沢ビル
- 理化学研究所
- 横浜ポートサイド・パーク
- 横浜国際平和会議場（パシフィコ横浜）
- ランドマークプラザ[3]

- 横浜能楽堂[4] - 神奈川建築コンクールで優秀賞を受賞[5]
- 横浜市中央図書館
- 平成16年度　今井川改修工事
- みなとみらい21中央地区　臨港パーク整備工事

## 沿革
- 1924年10月に創業
- 1946年3月に法人組織へ改組
- 1998年12月にISO9001認証を取得
- 2004年10月にISO14001認証を取得
- 2005年12月にOHSAS18001運用開始
- 2007年3月に紅友サービスを設立

## 歴代社長
カッコ内は在任期間
1. 小河原忠市 (1924-1954)
2. 中川勘一 (1954-1956)
3. 藤原孝夫 (1956-1976)
4. 高橋義一 (1976-1984)
5. 金泉隆介(1984-2004)[7]
6. 稲田栄三郎 (2004-2008)
7. 村田幸男 (2008-2014)
8. 篠原立美 (2014-)